# 傅狷夫
傅狷夫（1910年5月2日—2007年3月11日），本名抱青，又名唯一。字覺翁，號心香室主。1910生於浙江杭州西湖畔。水墨畫家、書法家、美術教育家。

## 生平

### 中國時期
傅狷夫，1910年5月2日生於浙江省杭州。傅氏於十七歲（1926年）正式學畫，加入杭州西泠書畫社，隨社長王仁治學習山水七年，山水以清初四王為宗，為傅氏早期山水風貌。除了臨摹王師的畫稿外，狷夫更藉由畫冊臨習古今作品，奠定書畫基礎:278。1937年，傅狷夫隨軍隊遷居四川。1942年，傅氏在四川認識近代花鳥名家陳之佛（1896年-1962年），開始在水墨畫中用色，畫風也開始轉變:123。此外，陳之佛鼓勵傅氏山水已有自己的繪畫風格應持續發展，自此傅不停的創作:143，並於1940年起在成都、重慶等地舉辦個展。

### 渡海來台
1949年傅狷夫隨國民政府抵台灣，時任上校，工作之餘仍持續的寫字作畫，並於書房「心香室」教授書畫:192。1961年傅氏應聘兼任政工幹校美術系國畫教授，1962年應聘兼任國立藝術專科學校美術科國畫教授，影響臺灣水墨發展深遠。1960年自軍職退休後全心投入藝術創作，除了繪畫技法之創新，書法亦發展「連綿草」的自由風格。教學和創作之外，傅狷夫也出版《山水畫法初階》《心香室畫談》《心香室漫談》等書。還曾發起六儷畫會、壬寅畫會、八朋畫會、中國書法學會、中華民國畫學會。

### 移居美國
傅狷夫於1990年移居舊金山，仍持續書畫創作。2007年3月11日（臺灣時間）逝世於美國舊金山佛利蒙家中，享年97歲。

## 藝術成就
傅狷夫將西方寫生技巧結合於傳統水墨畫創作之中，自創「裂罅皴」（rift texture）。觀察描繪台灣山海風景之特色， 見阿里山塔山的山石堆疊景致而開創「塔山皴」（Mt. Tashan texture）   以「點漬法」（dot blotting technique）表現臺灣北海岸海浪的各種樣態；以「染漬法」（water stain technique）表現臺灣阿里山的煙雲景致，創出傅家山水之特色。有「雲海雙絕」之譽。傅申認為他是「臺灣山水的代言人」，且「被公認為最能表現臺灣山水意境和風貌的國畫家」:161。
1967年獲教育部文藝獎、1991年獲國家文藝獎、1998年獲行政院文化獎、2000年獲文建會第三屆文馨獎。

## 外部連結
傅狷夫書畫資料庫 （页面存档备份，存于）
國立歷史博物館藝術家日 雲海雙絕－傅狷夫線上網站 （页面存档备份，存于）
國立歷史博物館典藏傅狷夫作品 （页面存档备份，存于）